# Krzysztof Borowiec (reżyser)
Krzysztof Borowiec (ur. 2 stycznia 1951 w Dzierżoniowie, zm. 4 maja 2014 w Lublinie) – współtwórca kabaretu Legion Amba. Współzałożyciel, wieloletni kierownik, reżyser i aktor teatru Grupa Chwilowa.
Mając sześć lat, Krzysztof Borowiec rozpoczął naukę w szkole podstawowej w Poniatowej na Lubelszczyźnie. Jest absolwentem tamtejszego liceum ogólnokształcącego z 1968 roku. Edukację kontynuował na Uniwersytecie Marii Curie-Skłodowskiej w Lublinie, na kierunku historia. Studia przerwał. Natomiast zdobył uprawnienia instruktorskie do prowadzenia grup teatralnych, poczynając od kategorii III, poprzez II i I, na kategorii S kończąc.
Teatrem Krzysztof Borowiec zajął się już podczas studiów. Jest współzałożycielem kabaretu Legion Amba, który działał do połowy lat 70. Po rozpadzie grupy dwóch jego członków – Krzysztof Borowiec i Jan Bryłowski – założyli razem z Bolesławem Wesołowskim nową grupę artystyczną, która w pierwszym etapie swojej działalności funkcjonowała jako kabaret Nazwać (Grupa Chwilowa), który pod pseudonimem Witalis Romeyko prezentował teksty powstające w charakterze zbiorowej kreacji. Premiera „Gdzie postawić przecinek. Obrazki” miała miejsce w klubie Arcus w Lublinie. Po krótkim czasie działalności kabaret Nazwać (Grupa Chwilowa) przekształcił się w teatr, który prezentował spektakle pod nazwą Grupa Chwilowa, a Krzysztof Borowiec został reżyserem i jednym z aktorów wszystkich spektakli tej grupy.
Grupa Chwilowa jest zaliczana do czołowych teatrów alternatywnych lat 70. i 80., wielokrotnie występowała na polskich i zagranicznych festiwalach. Pierwsza premiera zespołu odbyła się w 1976 roku. Przedstawienie zatytułowane „Scenariusz” było prezentowane między innymi w niemieckim Scheersbergu. Po „Scenariuszu” Krzysztof Borowiec realizował następne spektakle, były to kolejno: „Pokaz” (1977), „Lepsza przemiana materii” (1978), „Martwa natura” (1980), „Cudowna historia” (1983), „Postój w pustyni” (1991), który zdobył na festiwalu teatralnym w Edynburgu główną nagrodę Fringe First. Następnym przedstawieniem zrealizowanym wraz z Elżbietą Bojanowską był „Dom nad morzem” (1995). W 1998 roku Krzysztof Borowiec wspólnie z lubelskimi bardami – Markiem Andrzejewskim, Igorem Jaszczukiem, Janem Kondrakiem oraz litewskim gitarzystą Vidasem Svagzdysem – zrealizował spektakl „Album rodzinny”, a następnie przedstawienie Reprint „Scenariusz” (2003). Krzysztof Borowiec po długiej przerwie działalności wrócił na scenę. Wiosną 2014 roku wznowił jeden ze swoich głośnych spektakli „Album rodzinny”, który został zaprezentowany czterokrotnie. W planach były kolejne prezentacje przedstawienia. Krzysztof Borowiec zmarł 4 maja 2014 roku.
Krzysztof Borowiec wraz z Grupą Chwilową prezentował swoje spektakle na całym świecie, między innymi: w Wielkiej Brytanii, Danii, Izraelu, Portugalii, Hiszpanii, Norwegii, Czechosłowacji, Rosji, Niemczech, Francji.